# موسوعة الرباط
الرباط موسوعة ويكي عربية بدأ في 15 أبريل 2006، متخصصة بالمعلومات النظرية والتطبيقية عن كل ما له علاقة ببرمجة أنظمة التشغيل على الحاسبات الشخصية بالإضافة إلى دروس نظرية عن أنظمة التشغيل تشرح بنيتها ومكوناتها ومعلومات مفصلة عن مكونات العتاد وكيفية عملها.و أيضا الموقع يحتوى على سلسلة دروس تطبيقية تشرح كيفية صنع نظام تشغيل على الحاسب الشخصي.
في تاريخ 30 ديسمبر 2006 كان الموقع يحتوى على 275 مقالة

## وصلات خارجية
- موقع موسوعة الرباط
- مشروعات عربية